# Кауфман Борис Рафаїлович
Бори́с Рафаї́лович Ка́уфман (нар. 25 листопада 1973, Одеса, УРСР) — український мільйонер, бізнесмен, колишній депутат Одеської міськради, власник групи Vertex United і мажоритарний власник тютюнового дистриб'ютора Тедіс-Україна.

## Життєпис
Народився 25 листопада 1973 року в Одесі. 1995 року закінчив юридичний факультет Одеського університету, після чого працював у хлібопекарні з батьком, згодом торгував італійським взуттям.
2006 року балотувався під № 29 до Верховної Ради України від «Блоку Литвина».

## Розслідування
У серпні 2022 року Кауфмана затримали на кордоні під час спроби виїхати з України, його підозрювали в заволодінні майном Одеського аеропорту. ДБР видало щодо нього так званий «індекс В», який передбачає вивчення всіх документів відносно особи, яка перетинає кордон. Бізнесмен не став чекати результатів перевірки й повернувся.
5 грудня 2022 року Кауфмана затримали співробітники Національного антикорупційного бюро, а 7 грудня того ж року Вищий антикорупційний суд України обрав йому запобіжний захід у вигляді утримання під вартою з альтернативою застави в 129 млн грн. 7 грудня Кауфман вийшов під заставу у 129 млн грн.
У вересні 2023 року Вищий антикорупційний суд обрав запобіжний Кауфману у вигляді тримання під вартою з можливістю внести заставу у розмірі 268,4 млн грн.

## Бізнес

### Алкогольні напої
- 1996 — заступник голови представництва «Оверлайн Трейдінг Лтд»
- 2002 — президент «Оверлайн»[10] Пізніше в «Оверлайн» прийшов його майбутній бізнес-партнер Олександр Грановський, з яким вони разом навчалися на юридичному факультеті університету.

В «Оверлайн» входили:
- ЗАТ «Перший лікеро-горілчаний завод» (виробляв горілку під ТМ «Мягков» і ТМ «Штурман»);
- ПАТ «Одеський завод шампанських вин» (марки ігристих вин «Одеса» та L `Odessika, Henri Roederer);

Незабаром усі активи було об'єднано в концерн «Оверлайн», до складу якого увійшли активи компаній:
- Перший лікеро-горілчаний завод;
- Одеський завод шампанських вин (ТМ «Одесса», ТМ L'Odessika);
- «Ізмаїльський виноробний завод» (ТМ «Измаил»);
- Торговельний Дім GoldenLine;
- агрофірма «Измаил».

Продукція виробництва концерну експортувалася до 20 країн.
Навесні 2008 року власники концерну продали марку «Мягков» російському холдингу «Синергія».
2009 — «Одеський завод шампанських вин» був проданий італійському концерну Campari.
2012 — Вищий господарський суд задовольнив позов прокуратури Одеської області про розірвання договору про оренду комплексу «Першого лікеро-горілчаного заводу», причина: «Оверлайн» не платив за оренду.
Наприкінці 2012 року, Кауфман та Грановський продали всі активи в алкогольному бізнесі.

### Готельний бізнес
Кауфман та Грановський — акціонери компанії Vertex Hotel Group, що управляє об'єктами готельного призначення: «Брістоль», «Лондонська» в Одесі та «Президент готель» у Києві.

### Будівельний бізнес
Холдинг «Каштан-Девелопмент», який належить Кауфману та Грановському, займається будівництвом житлових комплексів в м. Одесі. Будівництвом також займаються їх компанії ПП «Гранд-Інвест» і «Укрбудсервіс».

### Банки
Кауфман був акціонером ПАТ «Фінбанк», який 1 липня 2014 року за розміром загальних активів обіймав 50-е місце (3,2 млрд грн) серед 173 банків України. 1 жовтня 2014 року він продав свій пакет акцій. ЗМІ припускали, що у листопаді 2013 року група інвесторів, яких пов'язують з Кауфманом, купила Платинум банк. Однак ці дані не підтвердились, і з'ясувалось, що Кауфман не має відношення до Платинум банку.

### Днопоглиблювання
Кауфман володів активами в днопоглиблювальному бізнесі (dredging). Після банкрутства акціонерного підприємства «Чорномортехфлот», більшість технічного флоту було розпродано.

### Авіація
Липень 2011 — управління аеропорту «Одеса» з порушеннями передали компанії ТОВ «Одеса Аеропорт Девелопмент», що належить бізнесменам. Зокрема, згідно з рішенням Одеської міськради було створено нове ТОВ «Міжнародний аеропорт „Одеса“», 25 % акцій якого було закріплено у комунальній власності (в особі КП «Міжнародний аеропорт „Одеса“»), а 75 % акцій було передано ТОВ «Одеса аеропорт девелопмент», заснованому британською компанією «Odessa airport development Ltd».
В обмін на передачу активів інвестор взяв на себе зобов'язання побудувати новий аеровокзальний комплекс. Аеродромний комплекс та злітно-посадкова смуга, що потребує реконструкції, залишилась у власності міста, у зоні відповідальності міста і КП «Міжнародний Аеропорт Одеса». 2015 року повинні були здати в експлуатацію.
У серпні 2013 року Укрексімбанк під гарантії мерії міста відкрив для ТОВ «Міжнародний аеропорт „Одеса“» кредитну лінію в розмірі 30 млн $ на 7 років для будівництва пасажирського терміналу. Оскільки, злітно-посадкові смуги та інші державні стратегічні об'єкти не можуть бути передані в оренду або в приватну власність, злітно-посадкова смуга, як і раніше, належить місту, і не була передана на баланс ТОВ «Одеса Аеропорт Девелопмент».
Реконструкція злітно-посадкової смуги знаходиться в зоні відповідальності міста і комунального підприємства «Міжнародний Аеропорт Одеса», тому 2013 року було створено державне підприємство «Дирекція з будівництва міжнародного аеропорту „Одеса“», якому на 2014 рік з держбюджету буде виділено фінансування у розмірі 1,7 мільярдів гривень на будівництво нової ЗПС в Одесі та оновлення навігаційного обладнання.

### Медіа
У червні 2013 року Vertex United придбала у медіа-холдингу UMH group (мажоритарний власник — Борис Ложкін) і мільярдера Геннадія Боголюбова медіа-проект «Фокус» (журнал «Фокус», «Фокус. Красива країна», сайт focus.ua). До останнього часу Борис Кауфман і Олександр Грановський контролювали одеський телеканал «РІАК», але, за деякими даними, продали його міському голові Одеси Олексію Костусєву. 2016 року компанія Vertex продала журнал підприємцю Анатолію Євтухову.

### Дистрибуція
В 2012 році Кауфман створив компанію «Нова інвестиційна компанія Альянс», яка через кіпрську «Lidertano Holdings Ltd» набула у власність 49.9 % Megapolis Ukraine Investment Ltd — власника тютюнового дистрибутора — монополіста тютюнового ринку України «Тедіс Украіна».

## Статки
2013 року журнал «Фокус» оцінив статки Кауфмана у 62,2 млн $ (149-е місце в рейтингу «200 найбагатших людей України»), а роком раніше — у 66,7 млн. У 2021 році журнал «Фокус» оцінив статки бізнесмена у 320 млн доларів.

## Сім'я
Одружений, виховує трьох дітей. Молодший брат Максим Рафаїлович Кауфман був депутатом Одеської міської ради у період 2006—2010 років, членом комісії з комунальної власності.

## Громадська діяльність
Кауфман запровадив премію у 100,000 грн найкращому соціально-важливому IT-проекту на ICDEE 2014. Володарем премії став стартап Donor.ua, котрий допомагав лікарям з відділень переливання крові швидко знаходити донорів. Проект розпочав роботу у березні 2015 року.
Кауфман жертвував на реставрацію Храму Гробу Господнього в Єрусалимі.
За підтримки Кауфмана у жовтні 2014 року в Одесі пройшла виставка українських художників у складі арт-проекту «Родина».
2016 — заснував іменну стипендію у Одеському національному університеті ім. Мечникова. Першими стипендіатами програми стали троє студентів журналістського факультету, які отримуватимуть щомісячну стипендію у розмірі 1000 гривень.